# 邻苯二甲酸正辛正癸酯
邻苯二甲酸正辛正癸酯（英語：octyl decyl phthalate，缩写ODP），全称邻苯二甲酸正辛酯、正癸酯（英语：di (n-octyl,n-decyl) phthalate，缩写DNODP），俗称邻苯二甲酸810酯，简称810酯，是一种有机化合物，为邻苯二甲酸的直链醇酯，化学式C26H42O4，可见于无梗五加、Boscia angustifolia等物种。为增塑剂，主要用在聚氯乙烯中，是聚氯乙烯主增塑剂。也可用在聚醋酸乙烯酯、聚乙烯醇缩丁醛、聚苯乙烯、硝酸纤维素、醋酸纤维素、聚甲基丙烯酸甲酯和合成橡胶的主增塑剂中。增塑效果比邻苯二甲酸二辛酯（DOP）好，具有挥发性低、低温柔性好、透明度高、迁移性小、水抽出率低、塑化效率高、耐老化性强的特点，可单独使用，也可和DOP复合使用。